# Benifallim
Benifallim – gmina w Hiszpanii, w prowincji Alicante, we wspólnocie autonomicznej Walencja, o powierzchni 13,69 km². W 2011 roku liczyła 110 mieszkańców. Jej gospodarka, oparta na rolnictwie nawadnianym deszczem, wpłynęła na emigrację ludności.